# 아돌포 페레스 에스키벨
아돌포 페레스 에스키벨(Adolfo Pérez Esquivel, 1931년 11월 26일 ~ )은 아르헨티나의 사회 운동가로, 1980년에 노벨 평화상을 수상하였다.

## 같이 보기
- 세계 사회 포럼